# Shepreth
Shepreth – wieś w Anglii, w hrabstwie Cambridgeshire, w dystrykcie South Cambridgeshire. Leży 12 km na południowy zachód od miasta Cambridge i 69 km na północ od Londynu.